# 3200 Phaeton
3200 Phaeton är en Apolloasteroid, vars bana bär den närmare Solen än de flesta andra asteroiderna.Den korsar Mars, Jordens, Venus och Merkurius omloppsbanor Den upptäcktes 1983 som 1983 TB innan namnet ändrades 1985. Forskare menar att många av Geminidernas meteoriter härstammar från 3200 Phaeton.
Asteroiden upptäcktes av astronomerna Simon F. Green och John K. Davies, med hjälp av rymdteleskopet Infrared Astronomical Satellite (IRAS).
Den har fått sitt namn efter Faethon i den grekiska mytologin.

### Fotnoter
1. 1 2 3  Schmadel, Lutz D. (2007). Dictionary of Minor Planet Names – (3200) Phaeton. Springer Berlin Heidelberg. sid. 265. ISBN 978-3-540-29925-7. https://link.springer.com/referenceworkentry/10.1007/978-3-540-29925-7_3201. Läst 18 augusti 2017
2. 1 2  NASA JPL Small-Body Database Browser on 3200 Phaeton
3. 1 2  Minor Planet Center Queries, uppdaterad 29 januari 2022.
4. ↑  ”Himlen fylls av stjärnfall till Lucia Ett meteoritfyrverkeri av hög klass att vänta - om molnen viker undan”. Göteborgsposten. 11 december 2012. Arkiverad från originalet den 22 december 2015. https://web.archive.org/web/20151222103734/https://www.gp.se/nyheter/sverige/1.1159997-himlen-fylls-av-stjarnfall-till-lucia. Läst 11 december 2015.
5. ↑  ”Mäktiga meteoritregn närmar sig Jorden”. Svenska dagbladet. 11 december 2012. http://www.svd.se/ovanligt-fenomen-nar-planeter-klumpas-ihop#sida-4. Läst 11 december 2015.